# Восстание Восе
Восстание Восе (тадж. Шӯриши Восеъ) — вооружённое восстание таджикских дехкан (крестьян) восточных районов Бухарского эмирата, произошедшее в 1888 году. Руководителем восстания был крестьянин по имени Восе.

## Причины
В начале 1880-х годов восточные районы Бухарского эмирата — Бальджуанская и Кулябская долины — были охвачены засухой. В 1884 году засуха усугубилась нашествием саранчи, которая погубила почти все посевы в Бальджуанском бекстве (ныне Бальджуванский район Таджикистана). В 1885 году дехкане собрали богатый урожай, но в это время местные власти потребовали срочно оплатить все налоги за текущий год и недоимки за прошлые, неурожайные годы. Фактически это означало, что весь урожай 1885 года должен пойти на уплату налогов. Недовольные дехкане объединились под руководством местного жителя Восе против политики бухарских чиновников.

## Ход восстания
Очагом восстания стал район Ховалинга. Там дехкане напали на усадьбу местного амлокдора (правителя мелкой административной единицы, ведовавшего также сбором налогов). Повстанцы разогнали охрану, овладели усадьбой и разграбили её. После первого успеха Восе разослал гонцов в другие кишлаки Бальджуанского и Кулябского бекств с призывом присоединится к восстанию. На его призыв откликнулись многие крестьяне. Собрав отряд в несколько тысяч человек, Восе двинулся к столице бекства — Бальджуану.
Первоначально Восе отправил делегацию из нескольких человек на переговоры о снижении налогов. Однако представители делегации были избиты и посажены в тюрьму. Люди хакима (главы бекства) пытались убедить Восе и его сторонников сложить оружие, но им это не удалось. Тогда бухарские солдаты напали на отряд Восе, но разбить его им не удалось. Восставшие разбили солдат и ворвались в Бальджуан, где освободили из тюрьмы своих товарищей и завладели арсеналом. Хакиму и остаткам войск пришлось бежать.
Тем временем бальджуанский хаким вновь собрал войска и через три дня отбил у повстанцев Бальджуан. Отряд Восе отступил и занял кишлак Кангурт. Там его силы пополнились вновь подошедшими дехканами. Это позволило Восе возобновить наступление и вновь взять Бальджуан. В результате в руках восставших оказались три крупных района — Бальджуан, Кангурт и Ховалинг.
Для подавления восстания были присланы солдаты из Гиссара. Это вынудило Восе оставить свои позиции и отступить в удобный для обороны кишлак Сарыпуль. Однако вскоре силы повстанцев были разгромлены бухарскими войсками, а их остатки рассеяны в горах. Восе с небольшим количеством людей предпринял ещё несколько попыток нападения на бухарские войска, но они не принесли ему успеха. В конечном итоге Восе был взят в плен и вскоре повешен в Шахрисабзе.

## Память
Восстание Восе нашло широкое отражение в таджикском фольклоре.
В советское время в честь Восе был назван один из районов Таджикской ССР, а также центр этого района.
В 1930-е годы М. Турсун-Заде и А. Дехоти написали драму в стихах «Восстание Восе». В 1939 году по этому произведению в Сталинабаде была поставлена одноимённая опера (музыка — С. А. Баласаняна).
В 1980 г. в издательстве «Советский писатель» вышел исторический роман «Восэ» (автор — Сатым Улуг-Зода).